# Кыпу (волость)
Кыпу (эст. Kõpu) — бывшая волость в Эстонии, в составе уезда Вильяндимаа.

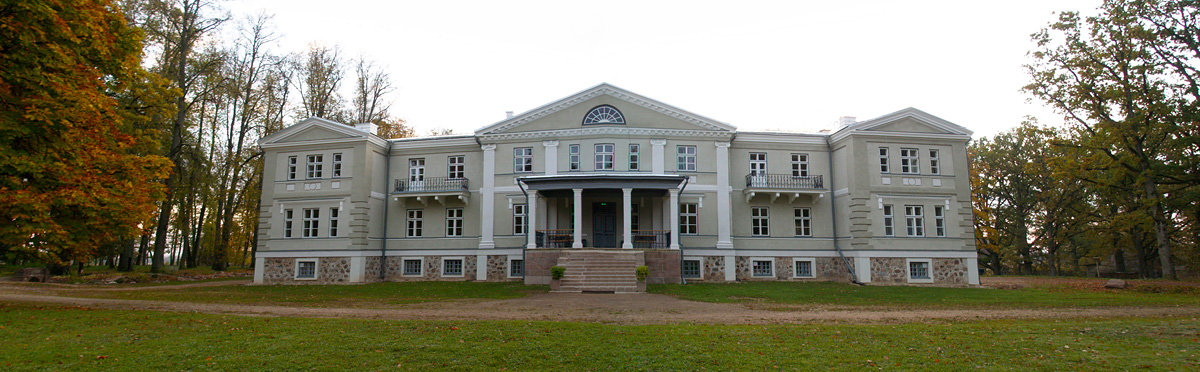
Мыза Кыпу

21 октября 2017 Кыо, Сууре-Яани, Кыпу и Выхма вступили в новую волость Пыхья-Сакала.

## Положение
Площадь волости — 258,7 км², численность населения на  1 января 2010 года составляла всего 759 человека.
Административный центр волости — посёлок Кыпу. Помимо этого, на территории волости находится ещё 9 деревень: Ийа, Кунинга, Лаане, Пунакюла, Супси, Серукюла, Типу, Уйа, Ванавески.